# 北澤鈴春
北澤 鈴春（きたざわ すずはる、1970年4月10日 - ）は、日本の元プロボクサー。神奈川県横浜市出身。第14代日本スーパーフライ級王者。現役時は花形ボクシングジム所属。現在北澤ボクシングジム会長。現日本プロボクシング協会事務局長。

## 来歴
中学時代はハンドボール部に所属。神奈川県立保土ケ谷高等学校(同級生に松島二郎)に進学し、ボクシングを始めた。
1988年9月10日、プロデビュー。
1991年6月17日、日本スーパーフライ級王者鬼塚勝也に挑戦するも、5RKO負けで王座獲得ならず。
1992年2月17日、鬼塚の返上した王座を巡って日本スーパーフライ級王座決定戦で盛川友基と対戦し、判定勝ちで王座を獲得した。
1992年3月30日、左眼の網膜剥離により、日本スーパーフライ級王座を返上し、引退した。
1992年9月、神奈川県川崎市中原区（新丸子駅）に北澤ボクシングジムを設立した。同ジムは創立20周年にあたる2012年、全日本新人王決定戦のMVPを輩出した。

## 戦績
16戦12勝（9KO）4敗
| 戦           | 日付           | 勝敗 | 時間 | 内容 | 対戦相手                   | 国籍       | 備考                               |
| ------------ | -------------- | ---- | ---- | ---- | -------------------------- | ---------- | ---------------------------------- |
| 1            | 1988年9月10日  | 勝利 | 1R   | TKO  | 片桐二郎（新日本サイトー） | 日本       | プロデビュー戦                     |
| 2            | 1988年12月12日 | 敗北 | 4R   | KO   | 鈴木信（三迫）             | 日本       | -                                  |
| 3            | 1989年6月26日  | 勝利 | 3R   | KO   | 初芝栄勇（P堀口）          | 日本       | -                                  |
| 4            | 1989年8月1日   | 勝利 | 4R   | 判定 | 山崎兼弘（オークラ）       | 日本       | -                                  |
| 5            | 1989年9月18日  | 勝利 | 1R   | KO   | 多田誠（笹崎）             | 日本       | -                                  |
| 6            | 1989年11月10日 | 勝利 | 3R   | KO   | 伊藤康秋（輪島S）          | 日本       | -                                  |
| 7            | 1989年12月13日 | 敗北 | 3R   | TKO  | 田村知範（オークラ）       | 日本       | 第46回東日本フライ級新人王決勝     |
| 8            | 1990年2月19日  | 勝利 | 2R   | KO   | 加来美智男（協栄）         | 日本       | -                                  |
| 9            | 1990年8月20日  | 勝利 | 2R   | KO   | 山野健（協栄）             | 日本       | -                                  |
| 10           | 1990年10月18日 | 勝利 | 6R   | 判定 | 大蔵秋彦（帝拳）           | 日本       | -                                  |
| 11           | 1990年12月6日  | 勝利 | 2R   | KO   | レナト・カバト（仙台）     | 日本       | -                                  |
| 12           | 1991年3月14日  | 勝利 | 8R   | KO   | レックス・ラピソ           | フィリピン | -                                  |
| 13           | 1991年6月17日  | 敗北 | 5R   | KO   | 鬼塚勝也（協栄）           | 日本       | 日本スーパーフライ級王座挑戦       |
| 14           | 1991年9月3日   | 勝利 | 6R   | KO   | マウロ・サウセロ           | フィリピン | -                                  |
| 15           | 1991年11月21日 | 敗北 | 5R   | KO   | 小池英樹（石川）           | 日本       | -                                  |
| 16           | 1992年2月17日  | 勝利 | 10R  | 判定 | 盛川友基（協栄）           | 日本       | 日本スーパーフライ級王座決定戦獲得 |
| テンプレート |                |      |      |      |                            |            |                                    |